# Mastigodryas alternatus
Mastigodryas alternatus — вид змій родини полозових (Colubridae). Мешкає в Центральній Америці.

## Поширення і екологія
Mastigodryas alternatus мешкають в Гондурасі, Нікарагуа, Коста-Риці і Панамі. Вони живуть у вологих тропічних лісах на рівнинах, в передгір'ях і у нижньому поясі гір, трапляються на плантаціях і в садах, на висоті до 1760 м над рівнем моря.